# Auguste Jean
Pour les articles homonymes, voir Jean.
 (août 2024).
La mise en forme du texte ne suit pas les recommandations de Wikipédia : il faut le « wikifier ».
Les points d'amélioration suivants sont les cas les plus fréquents. Le détail des points à revoir est peut-être précisé sur la page de discussion.
- Les titres sont pré-formatés par le logiciel. Ils ne sont ni en capitales, ni en gras.
- Le texte ne doit pas être écrit en capitales (les noms de famille non plus), ni en gras, ni en italique, ni en « petit »…
- Le gras n'est utilisé que pour surligner le titre de l'article dans l'introduction, une seule fois.
- L'italique est rarement utilisé : mots en langue étrangère, titres d'œuvres, noms de bateaux, etc.
- Les citations ne sont pas en italique mais en corps de texte normal. Elles sont entourées par des guillemets français : « et ».
- Les listes à puces sont à éviter, des paragraphes rédigés étant largement préférés. Les tableaux sont à réserver à la présentation de données structurées (résultats, etc.).
- Les appels de note de bas de page (petits chiffres en exposant, introduits par l'outil «  Source ») sont à placer entre la fin de phrase et le point final[comme ça].
- Les liens internes (vers d'autres articles de Wikipédia) sont à choisir avec parcimonie. Créez des liens vers des articles approfondissant le sujet. Les termes génériques sans rapport avec le sujet sont à éviter, ainsi que les répétitions de liens vers un même terme.
- Les liens externes sont à placer uniquement dans une section « Liens externes », à la fin de l'article. Ces liens sont à choisir avec parcimonie suivant les règles définies. Si un lien sert de source à l'article, son insertion dans le texte est à faire par les notes de bas de page.
- La présentation des références doit suivre les conventions bibliographiques. Il est recommandé d'utiliser les modèles {{Ouvrage}}, {{Chapitre}}, {{Article}}, {{Lien web}} et/ou {{Bibliographie}}. Le mode d'édition visuel peut mettre en forme automatiquement les références.
- Insérer une infobox (cadre d'informations à droite) n'est pas obligatoire pour parachever la mise en page.

Pour une aide détaillée, merci de consulter Aide:Wikification.
Si vous pensez que ces points ont été résolus, vous pouvez retirer ce bandeau et améliorer la mise en forme d'un autre article.
Auguste Jean, né le 19 janvier 1829 à Paris et mort le 3 novembre 1896 à Vierzon, est un céramiste et verrier français.
Il est l'un des acteurs du renouveau de la faïence française au milieu du XIXe siècle aux côtés de Joseph (Giuseppe) Devers, Charles-Jean Avisseau, Georges Pull, Eugène Rousseau ou encore Théodore Deck.
Si sa production céramique s'inscrit pleinement dans l'éclectisme ambiant du XIXe siècle, sa production verrière se rattache quant à elle à un style pré-Art nouveau relevant de l'étrange et de l'insolite, souvent audacieux et surprenant tant par les formes que par les décors qu'il emploie.

## Biographie

### Jeunesse et formation
Auguste Jean nait le 19 janvier 1829 au sein d'un des logements de la Manufacture des Gobelins au 270, rue Mouffetard dans le 12e arrondissement de Paris. Il est le fils d'Antoine Théodore Jean (1797-1864), dessinateur-peintre en tapisserie au sein de l'atelier de basse-lisse de la Manufacture des Gobelins et de Jeanne Virginie Héronville (1806-1832), ouvrière en tapisserie.
Il passe les premières années de sa vie au sein de ce modeste logement de la Manufacture des Gobelins avec sa sœur cadette, Jeanne Victorine Jean. Sa mère y meurt des suites d'une maladie en 1832, alors qu'il n'est âgé que de trois ans. En 1836, il quitte ce logement à l'occasion du mariage en secondes noces de son père avec Jeanne Élisabeth Vautier (1817 - après 1864). De cette union naîtra Françoise Geneviève Antoinette, demi-sœur d'Auguste Jean.
Auguste Jean commence très jeune à travailler en tant que potier et peintre sur céramique au sein de l'atelier parisien de l'italien Joseph (Giuseppe) Devers (1823-1882) auprès duquel il se forme. Ce dernier est reconnu par ses pairs comme un acteur majeur du renouveau de la faïence en France en se tournant vers des œuvres empreintes de « réminiscences archéologiques».
Dans les années 1850, Auguste Jean, « Peintre sur porcelaine», semble se plaire à peindre sur plâtre « des natures mortes et des fruits» au sein du tout nouveau Café Génin qu'il fréquente avec d'autres artistes depuis son inauguration en 1857 dans le quartier de Montparnasse, rue Neuve-Vavin. La presse souligne son talent de peintre, tout en regrettant qu'il ne peigne pas sur toile mais sur porcelaine : « Je ne veux pas oublier les fruits et les natures mortes d'Auguste Jean, - un peintre sur porcelaine qui ferait bien de peindre sur toile ».

### Les Ateliers Jean: une manufacture de faïences artistiques

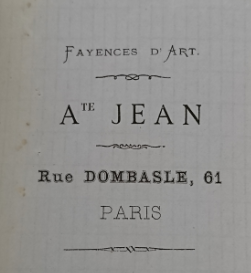
En-tête d'Auguste Jean

C'est en 1859 que Auguste Jean, alors âgé de 30 ans, fonde son propre atelier au 11, rue de Sèvres à Paris. Il ne semble alors pas produire lui-même mais fait appel aux manufactures de Sceaux-Penthièvre, de Bourg-la-Reine et de la Faïencerie Toul-Bellevue auprès desquelles il achète des biscuits qu'une fois réalisés il se charge de peindre.
Trois ans auparavant en 1856, il prenait pour épouse Marie Claire Sophie Roux (1832 - après 1896) avec laquelle il aura trois enfants : une fille Marie Geneviève (1863 - ?), et deux garçons Sainte Marie Maurice (1861 - 1938) et Charles Augustin Henri (1865 - ?).
C'est en 1863, alors qu'il emménage au 32, rue d'Assas qu'il semble commencer à produire ses propres céramiques. Deux ans plus tard, il ouvre un premier magasin de vente au 39, boulevard Malesherbes. Dans les annuaires spécialisés, il apparaît alors sous cette mention :

« Jean (Auguste), r. d'Assas, 32, faub. St-Germain. - Fayences artistiques de tous les styles et de toutes les époques. - Spécialité pour l'intérieur des bâtiments et l'extérieur. - Fayences monumentales et religieuses. - Imitation de Luca della Robbia de toutes grandeurs, ronde-bosse et bas-relief. Dallage, carrelage et panneaux de toutes les dimensions. - Toutes les peintures sont cuites au grand feu, ce qui les rend inaltérables »

Ses affaires prospères, lui permettant d'acquérir en 1868, un terrain au 61, rue Dombasle sur lequel il construit son nouvel atelier et ses appartements. 

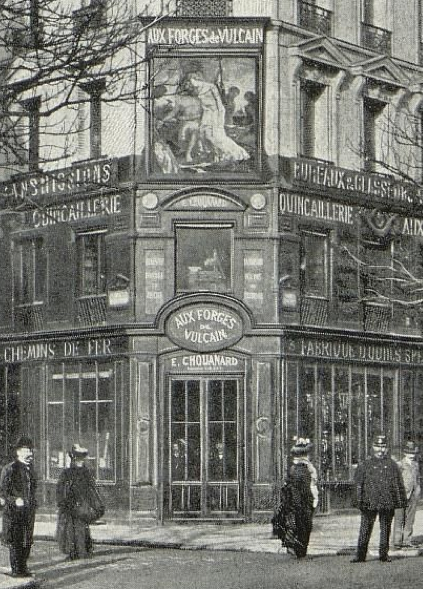
Enseigne "Aux Forges de Vulcain" d'Auguste Jean

Les premières expositions auxquelles participe Auguste Jean remontent à l'année 1861. S'il s'y fait déjà remarquer, c'est véritablement lors de l'Exposition universelle de 1862 à Londres que le public comme les connaisseurs le découvrent. Il apparaît comme une des figures les plus prometteuses dans la fabrication de faïences artistiques qui connaît alors en France un tout jeune renouveau. Waring déclare que « nous pouvons lui prédire de grands succès à venir, car il a prouvé de la manière la plus frappante qu'il sait combiner le goût artistique avec les qualités d'utilité, combinaison nécessaire pour satisfaire aux exigences de notre époque ». S'ensuit une participation quasi annuelle aux expositions lors desquelles il est largement récompensé ».
En réalité, ce qui semble faire en partie son originalité, c'est sa recherche permanente d'innovations à travers de multiples expérimentations techniques : « M. Auguste Jean […], en chercheur infatigable, arrivera à la perfection, nous n'en doutons pas ». En tout, ce sont cinq brevets d'invention concernant la céramique qu'il dépose en 1858, 1870, 1872, 1887 et 1889. Ses recherches se portent essentiellement sur les émaux et sur les effets de métallisation.
Malgré un succès indéniable, les violents affrontements durant la Commune de Paris (1871) provoquent la destruction de sa boutique et par la même d'une grande partie de sa production en vente ce qui le pousse à réaliser un premier dépôt de bilan. Faute de pouvoir régler ses dettes, il est ainsi déclaré en faillite l'année 1875.
Il est cependant maintenu à la tête de ses ateliers et continue à produire. Il réalise notamment un élément du décor de la chapelle Notre-Dame-des-Sept-Douleurs au sein de la basilique Notre-Dame-des-Victoires de Paris. C'est aussi durant cette période qu'il réalise une enseigne publicitaire représentant Vénus et Vulcain pour la célèbre boutique de M. Chouanard, au 3, rue Saint-Denis près de la place du Châtelet : Aux forges de Vulcain. Il fait alors le choix d'investir dans une nouvelle production en parallèle de celle de la céramique : celle du verre pour laquelle il fonde une nouvelle société en 1879.

### La verrerie Jean: un tournant vers la modernité

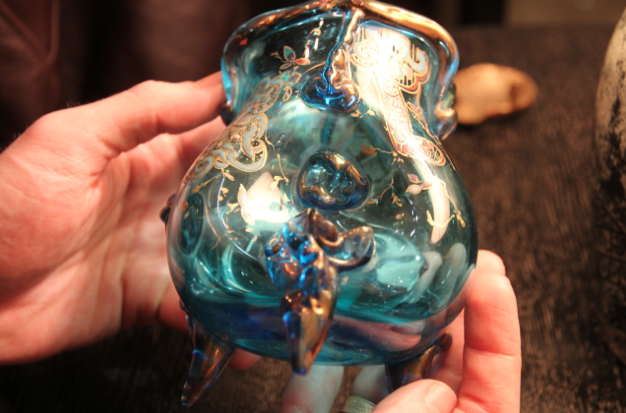
Vase d'Auguste Jean

Pour ce faire, il investit dans de nouveaux aménagements et loue de nouveaux espaces consacrés à la production de verreries artistiques et notamment « à un produit de son invention auquel il a donné le nom de verre métallisé ». Il ouvre ainsi une boutique pour vendre ses créations verrières au 64, rue d'Hauteville de 1880 à 1882, puis au 45, rue des Petites-Écuries de 1881 à 1883.
Si cette nouvelle production semble relever du défi, Auguste Jean réalise pourtant depuis les années 1870 des recherches et expérimentations techniques sur le verre : dès 1877 il dépose un brevet d'invention concernant l'obtention d'un verre métallisé. L'année suivante, il expose des verreries déjà forts remarquées à l'Exposition universelle de 1878 à Paris. Difficile cependant de savoir ce qu'Auguste Jean réalise lui-même et ce qu'il délègue à autrui. 

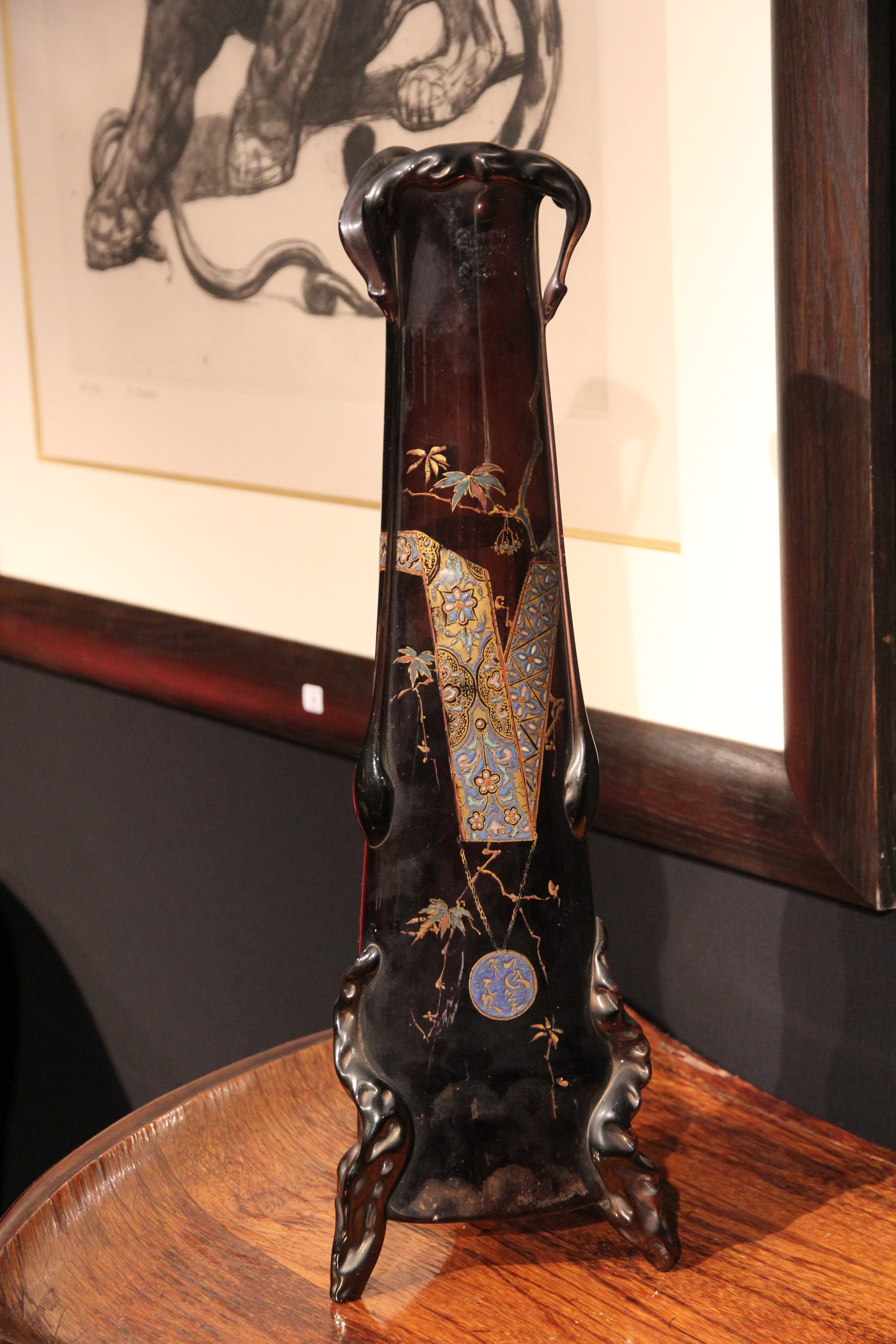
Vase (d'une paire) d'Auguste Jean

Cette production verrière constitue par ailleurs une parenthèse assez courte dans sa carrière puisqu'elle ne s'étend que de 1879 à 1883, ce qui contraste avec l'importante quantité de verreries qui nous sont parvenues. Sur cette période il ne participe qu'à trois expositions durant lesquelles son travail est salué : à la tête « d'un de ces petits ateliers féconds en trouvailles et que dirige un goût distingué », il est « heureux dans ses irisations prismatiques, ses nuances changeantes ornées de fleurettes en émail et de dessins gravés ». Sa production en étonne plus d'un : « des produits des plus riches, élégants et originaux, […] aux effets tout à fait étranges et inconnus jusqu'à nos jours » qui transportent l'imagination « dans les rêves fantastiques des Mille et une Nuits ».
Du point de vue formel, le verre soufflé lui permet une liberté de forme infinie qu'il n'aura de cesse d'exploiter. Auguste Jean semble par ailleurs accorder une grande importance à la couleur, tant au niveau de la décoration émaillée que de la coloration du verre dans la masse. Du point de vue du décor émaillé dont la plupart des verreries sont le support, on dénote des inspirations extrême-orientales, plus rarement proches-orientales, voire néo-renaissances. Il n'hésite pas non plus à mélanger différentes influences sur une même création. 

C'est ce travail à chaud parfois très audacieux, couplé au décor émaillé, aux effets métallisés et à la coloration du verre qui fait que chaque œuvre d'Auguste Jean constitue une pièce unique. Son travail inspirera de nombreuses cristalleries comme celle de Monot & Stumpf contre laquelle il intente un procès en 1880, ou encore celle de Harrach en République Tchèque qui produira des verreries aux formes et aux décors similaires mais aux finitions moins raffinées et qui pourtant font aujourd'hui l'objet de fausses attributions.

### Le départ pour Vierzon
En choisissant d'investir dans une nouvelle industrie, celle du verre, alors qu'il se relève à peine de sa faillite, Auguste Jean prend un risque considérable, et se lance un défi qu'il ne sera malheureusement pas en mesure de relever. Si le succès est au rendez-vous, les dettes s'accumulent, les créanciers sont de plus en plus nombreux, les investissements trop ambitieux. Toute activité est stoppée lorsqu'il est obligé de déposer un second dépôt de bilan en 1883.
L'aventure parisienne s'achève, de même que celle de la création verrière. C'est son fils, Maurice Jean, alors âgé de 23 ans et son frère cadet, Charles, âgé de 19 ans, qui reprennent péniblement les affaires exposant occasionnellement dans les salons en son nom. 
Auguste Jean préfère quant à lui quitter Paris dès 1887 pour s'installer dans le Cher, à Vierzon, tout près de Bourges. Il réside avec son épouse et sa fille au 1, rue Sergent Bobillot, adresse à proximité de laquelle il installe à partir de 1891 un modeste atelier de faïences et de porcelaines constitué de trois moufles et de deux ateliers de peinture. Bientôt rejoint par son fils aîné Maurice Jean, il participe à de rares exposition régionales où il est cependant toujours récompensé et organise ses propres expositions dans son atelier qu'il ouvre au public. En parallèle de cette activité, il enseigne dès 1887 au sein de l'atelier céramique de la toute nouvelle École Nationale Professionnelle (ENP, actuel Lycée Henri-Brisson) de Vierzon en tant que chargé de l'enseignement du dessin d'imitation et de la peinture sur porcelaine, un des premiers établissements d'enseignement technique fondé en France. Il y enseigne semble-t-il jusqu'à sa mort en 1896, loin de Paris et de la gloire de ses débuts, mais reconnu par ses pairs.

## Œuvres

Œuvres d'Auguste Jean
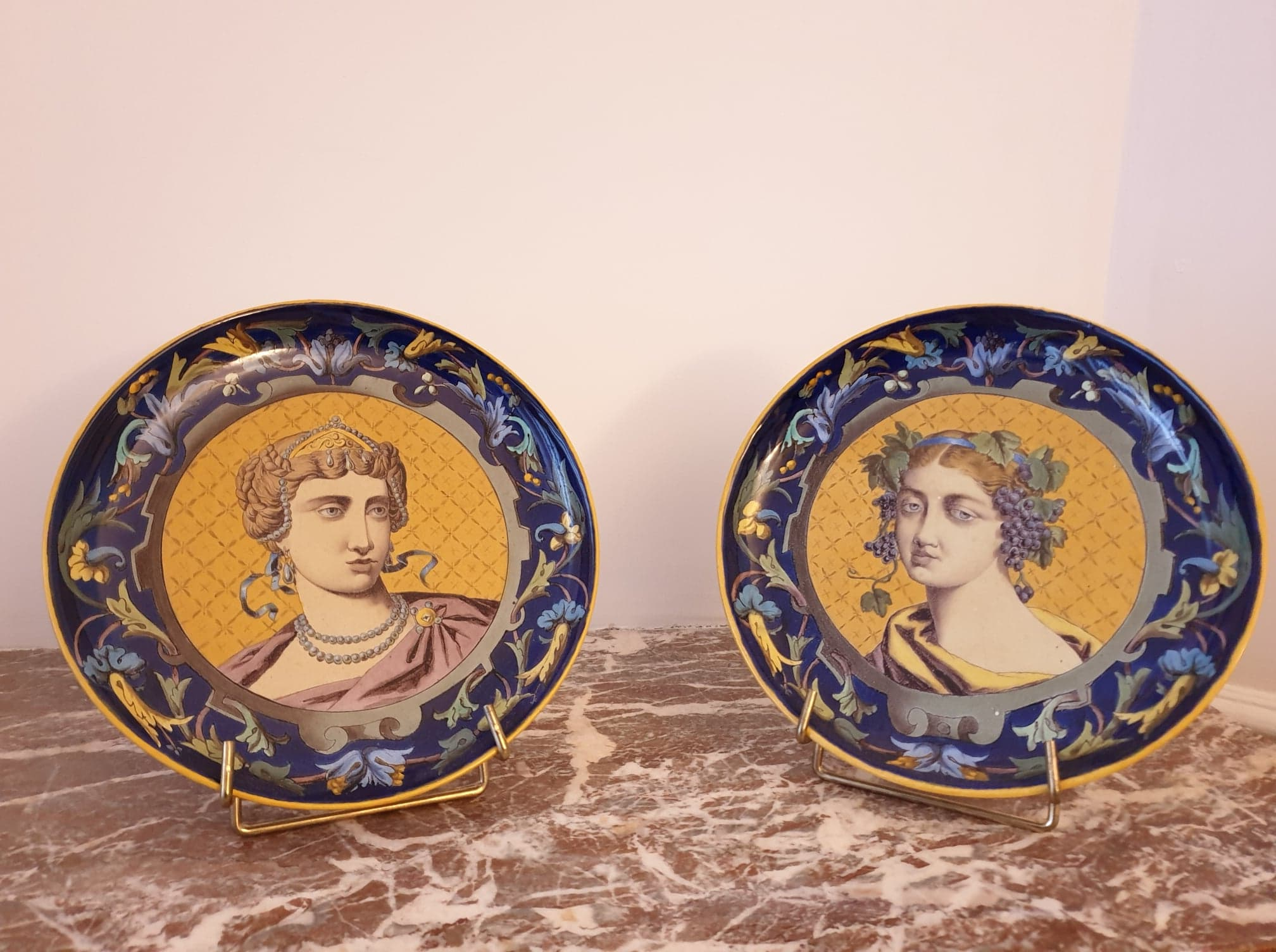
Paire d'assiettes en faïence d'Auguste Jean (vers 1860 - 1870), collection privée.
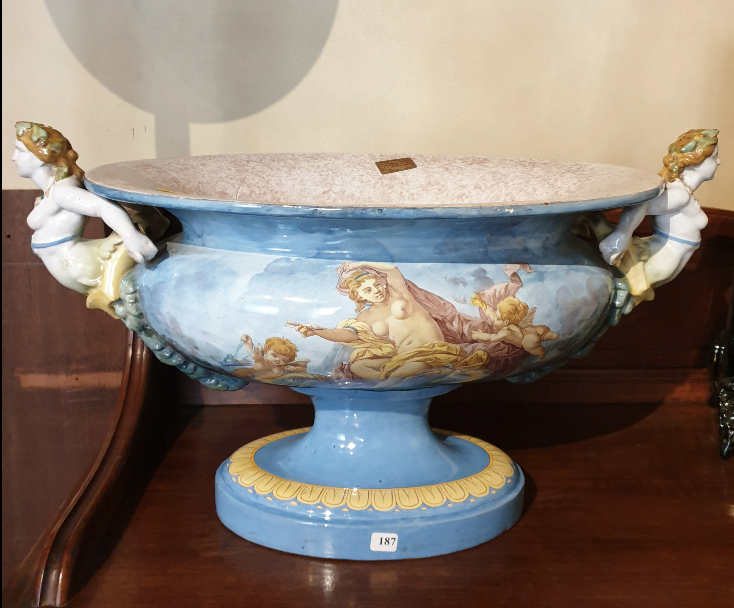
Jardinière sur piédouche en faïence émaillée d'Auguste Jean (vers 1860 - 1870). Collection privée.
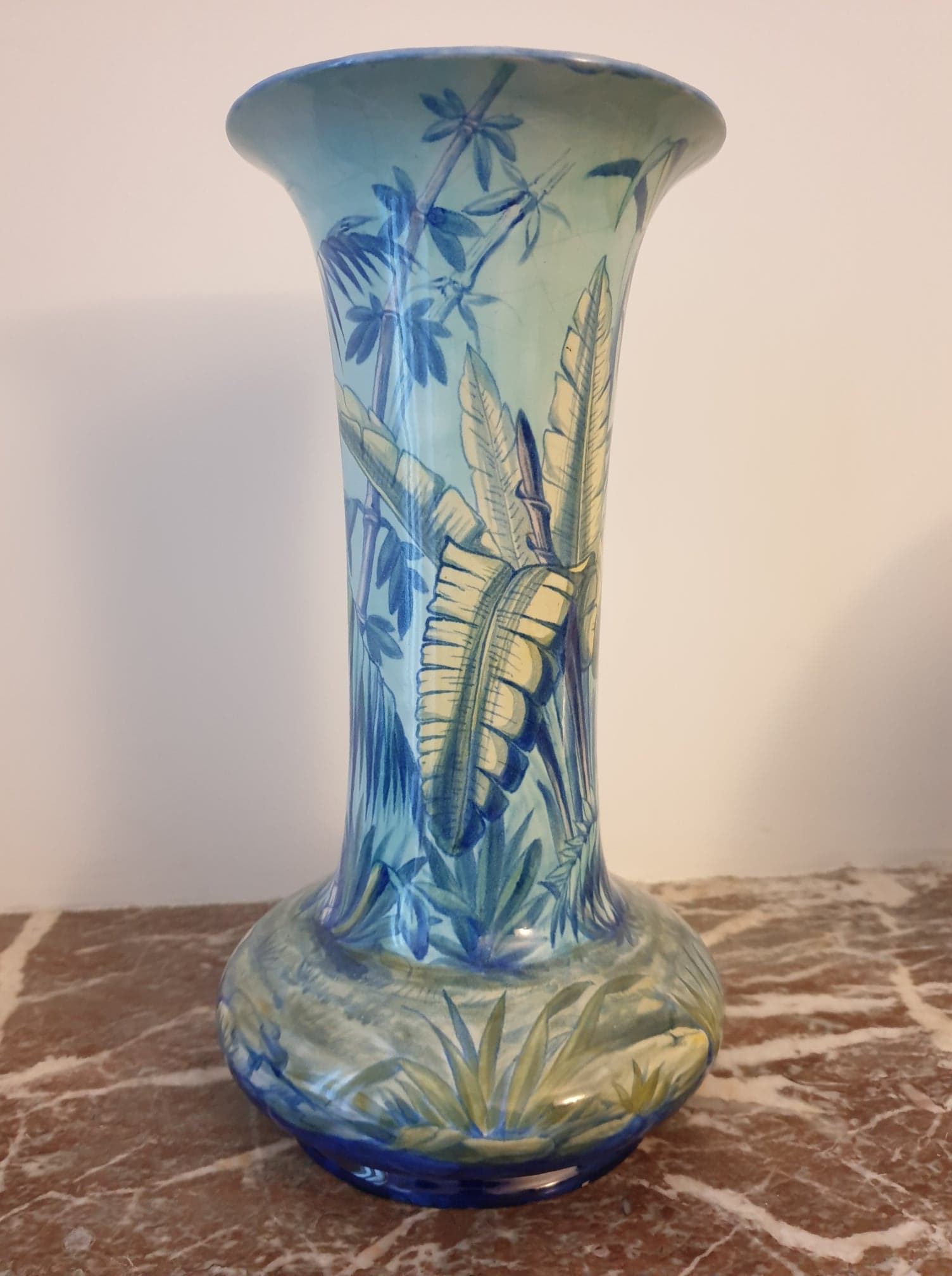
Vase rouleau en faïence d'Auguste Jean. Exposition universelle de 1862. Collection privée.
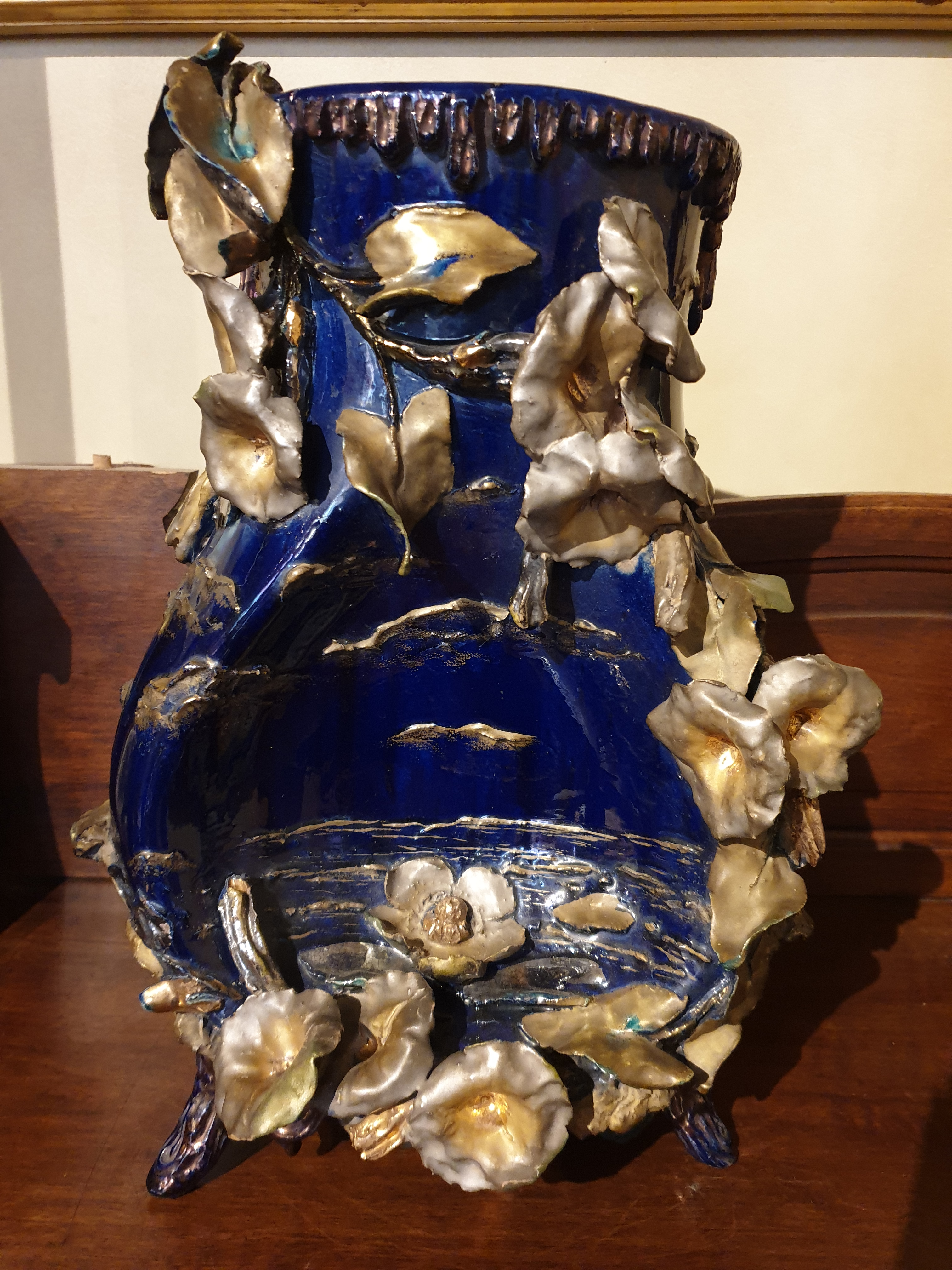
Grand vase en faïence d'Auguste Jean (entre 1875 et 1896). Collection privée.
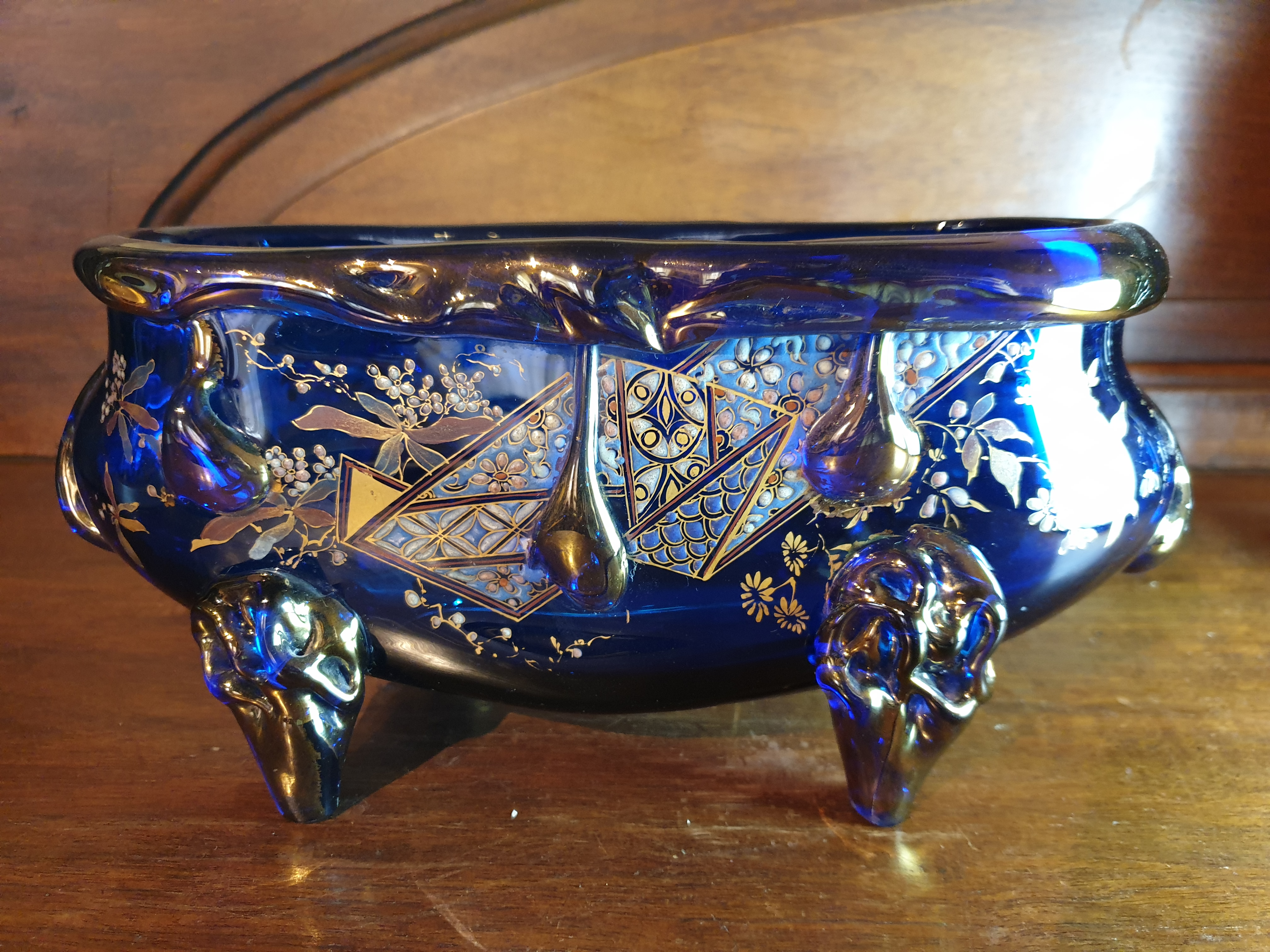
Jardinière en verre d'Auguste Jean (entre 1877 et 1884). Collection privée.
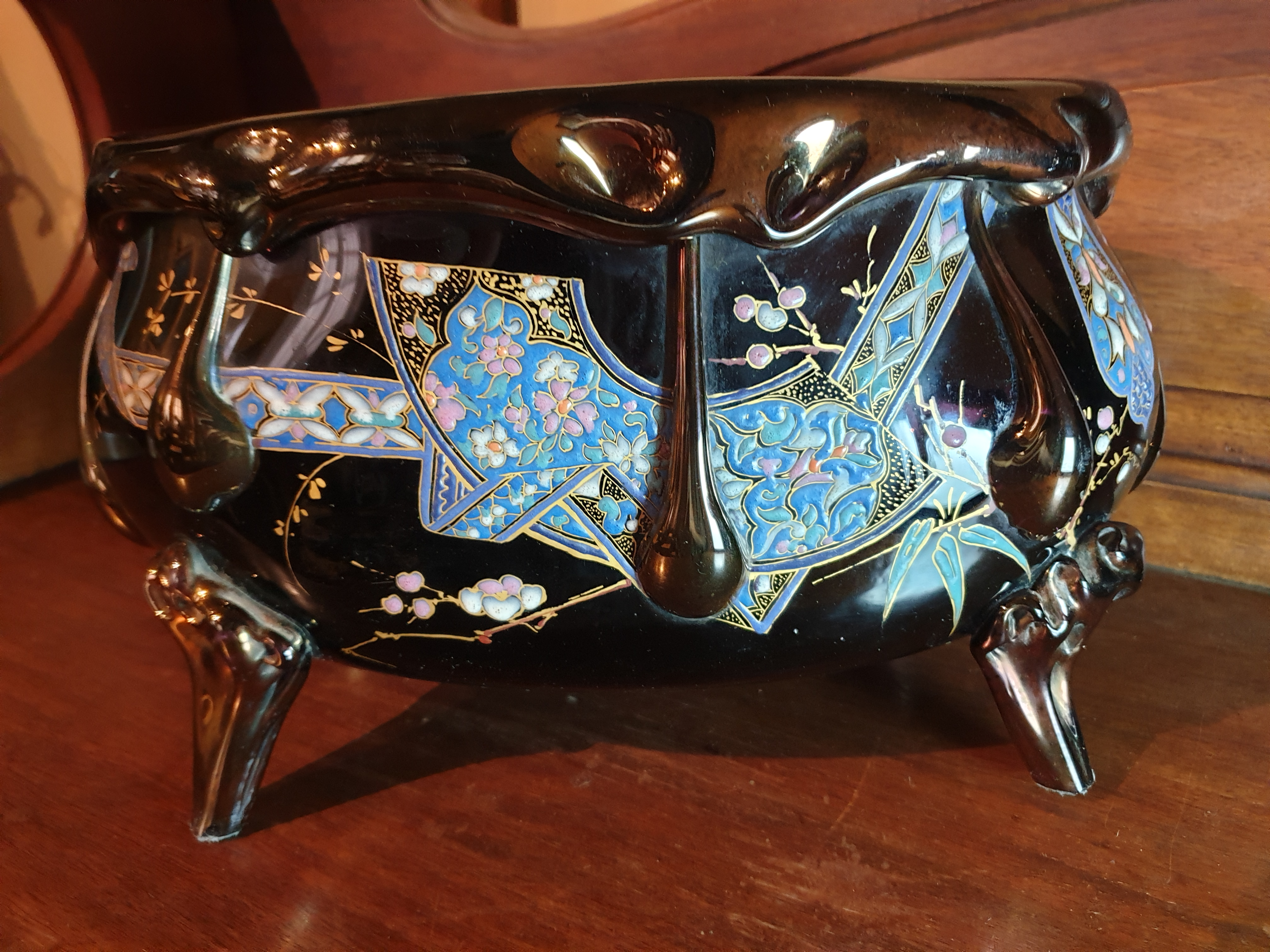
Jardinière en verre émaillé d'Auguste Jean (entre 1877 et 1884). Collection privée.
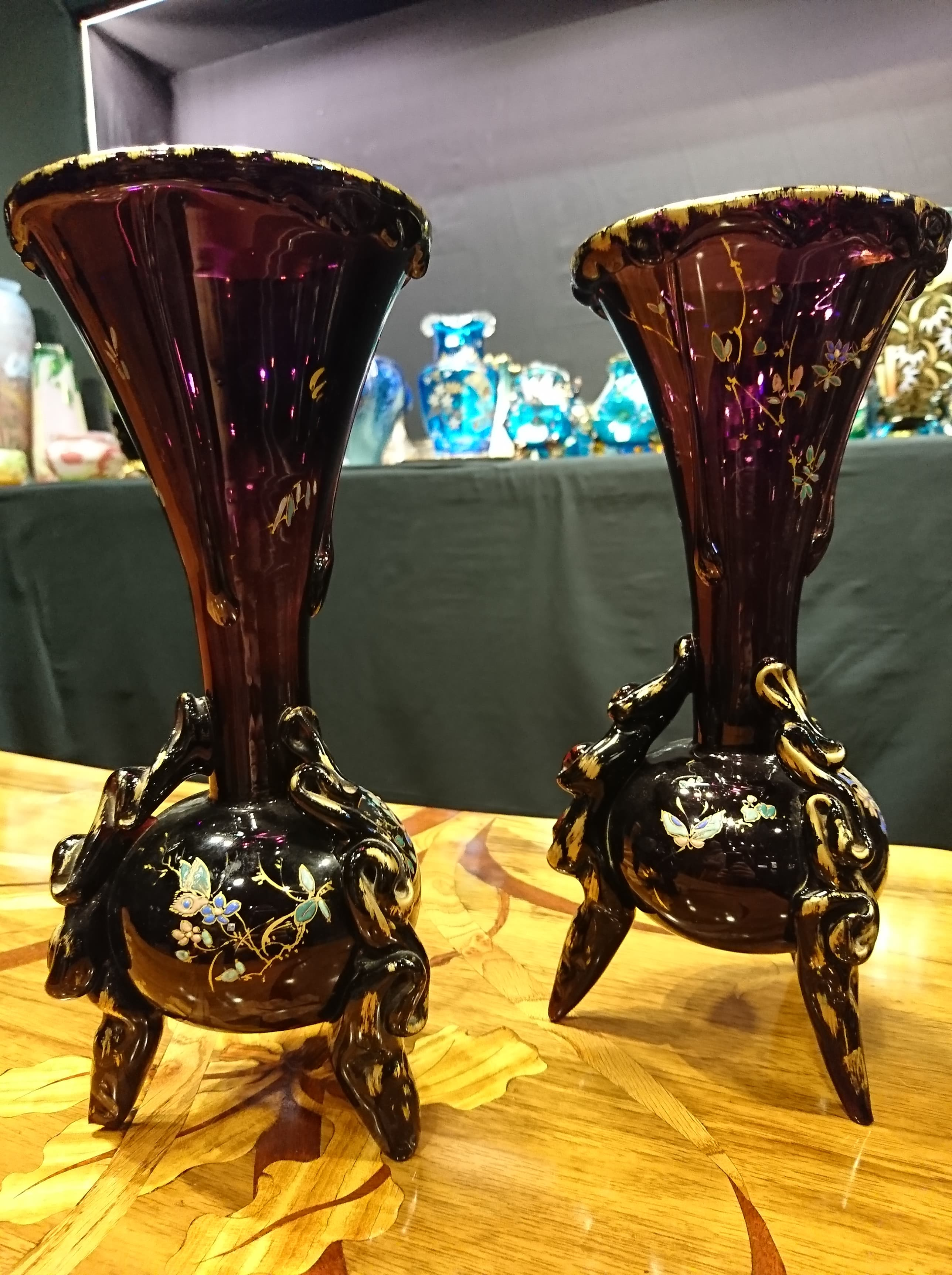
Paire de vases cornet en verre d'Auguste Jean (entre 1877 et 1884). Collection privée.
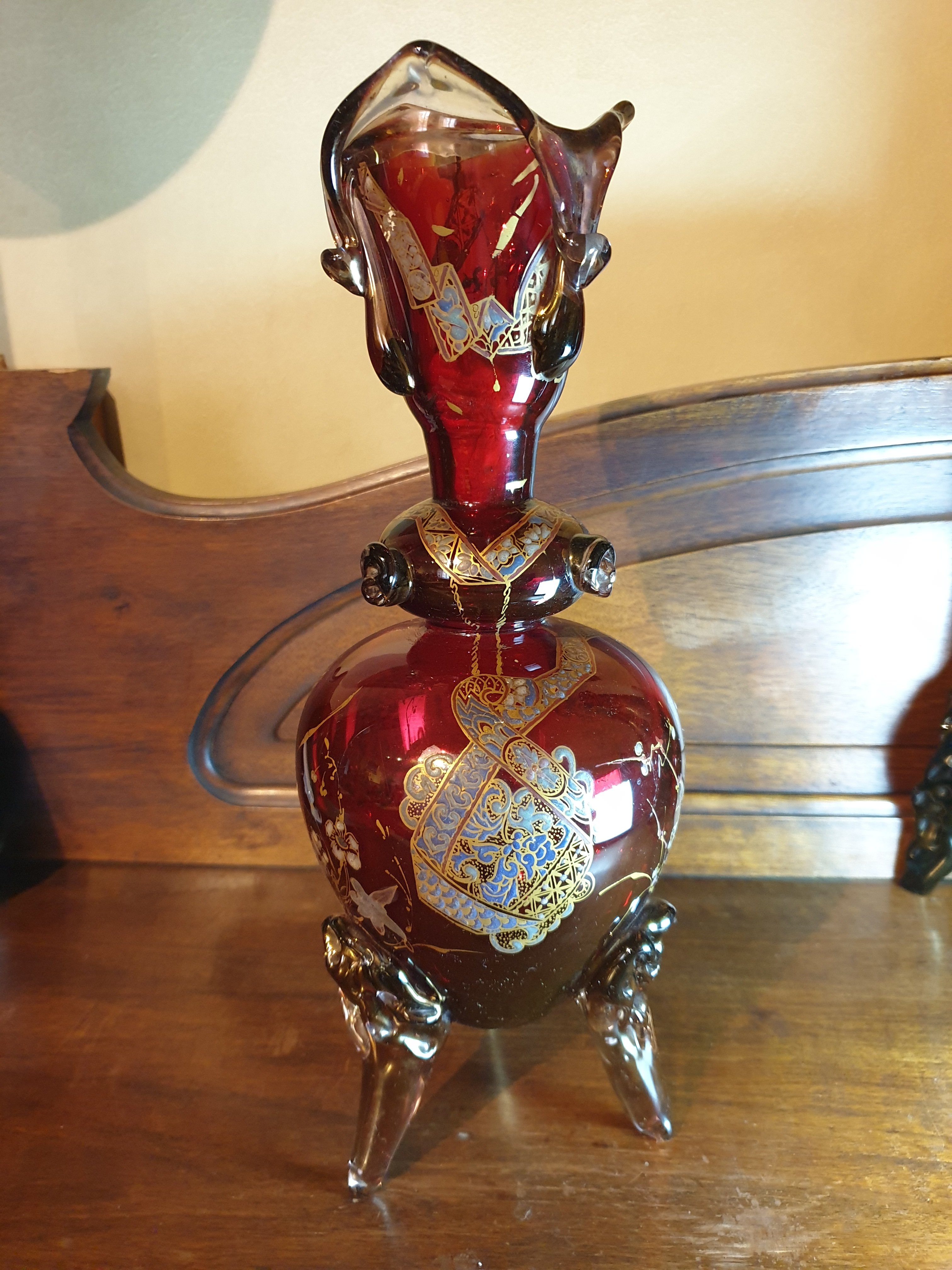
Vase tripode en verre émaillé d'Auguste Jean (entre 1877 et 1884). Collection privée.
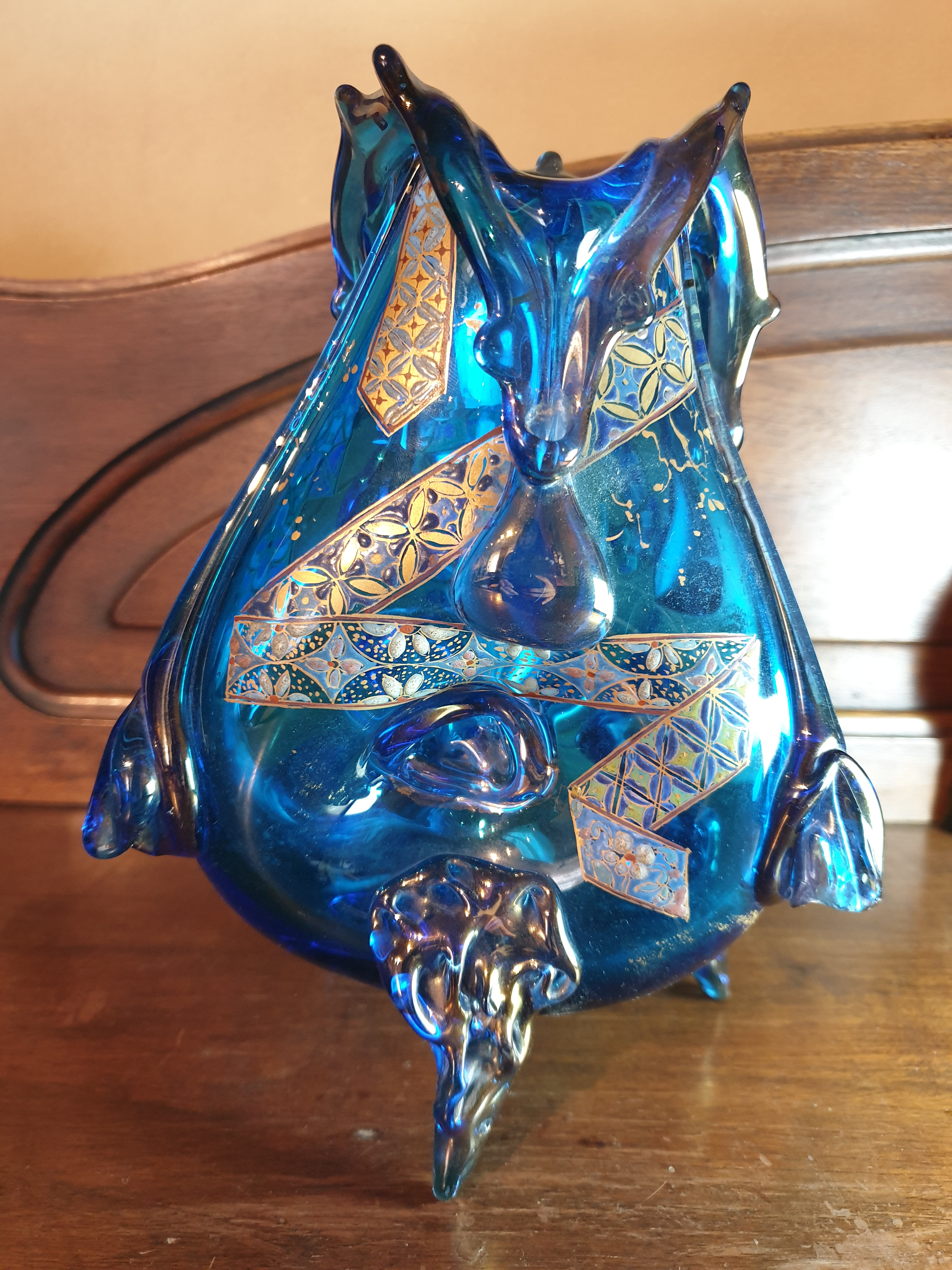
Vase bleu tripode en verre émaillé d'Auguste Jean (entre 1877 et 1884). Collection privée.
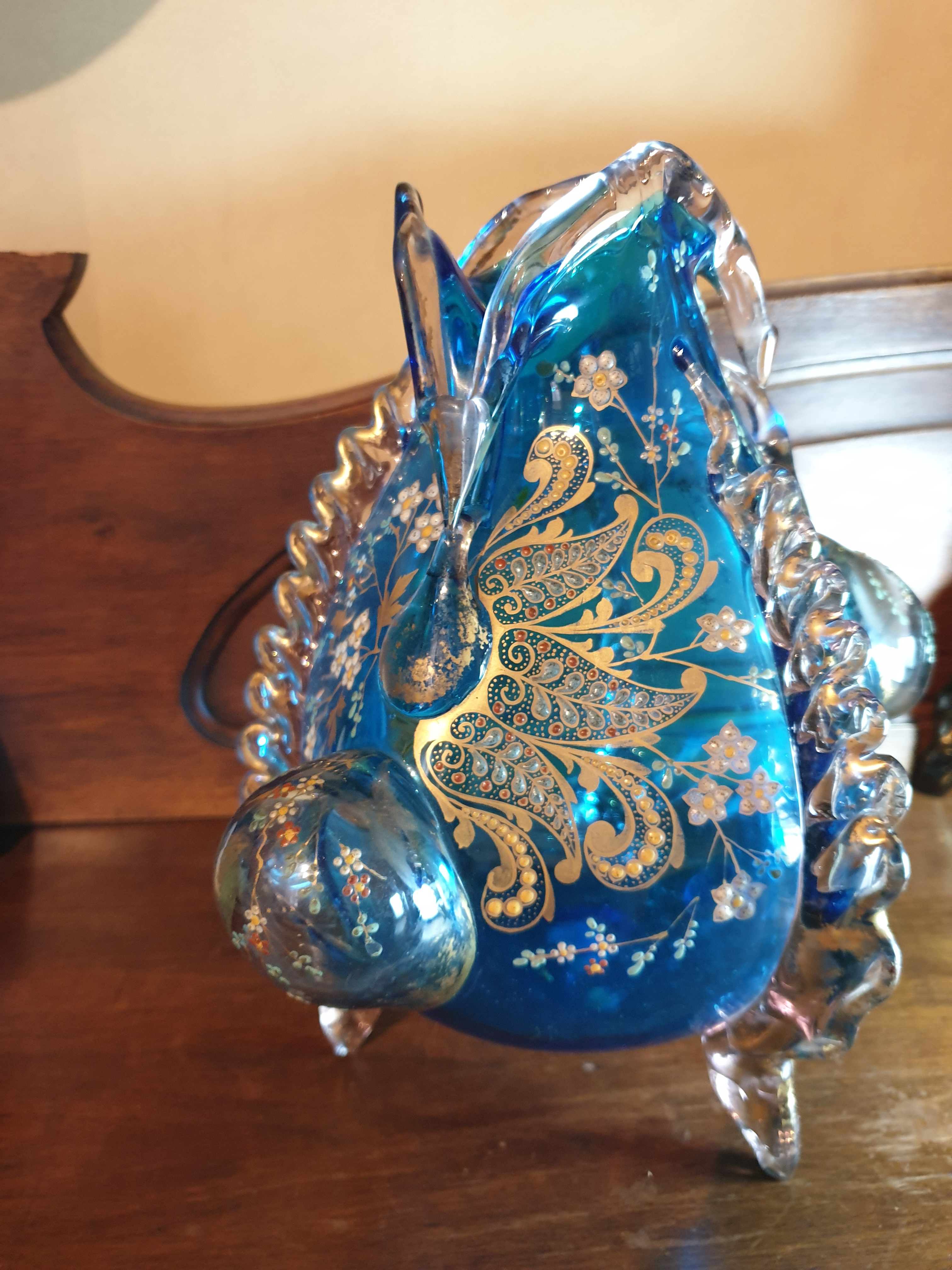
Vase bleu en verre émaillé travaillé à chaud d'Auguste Jean (entre 1877 et 1884). Collection privée.
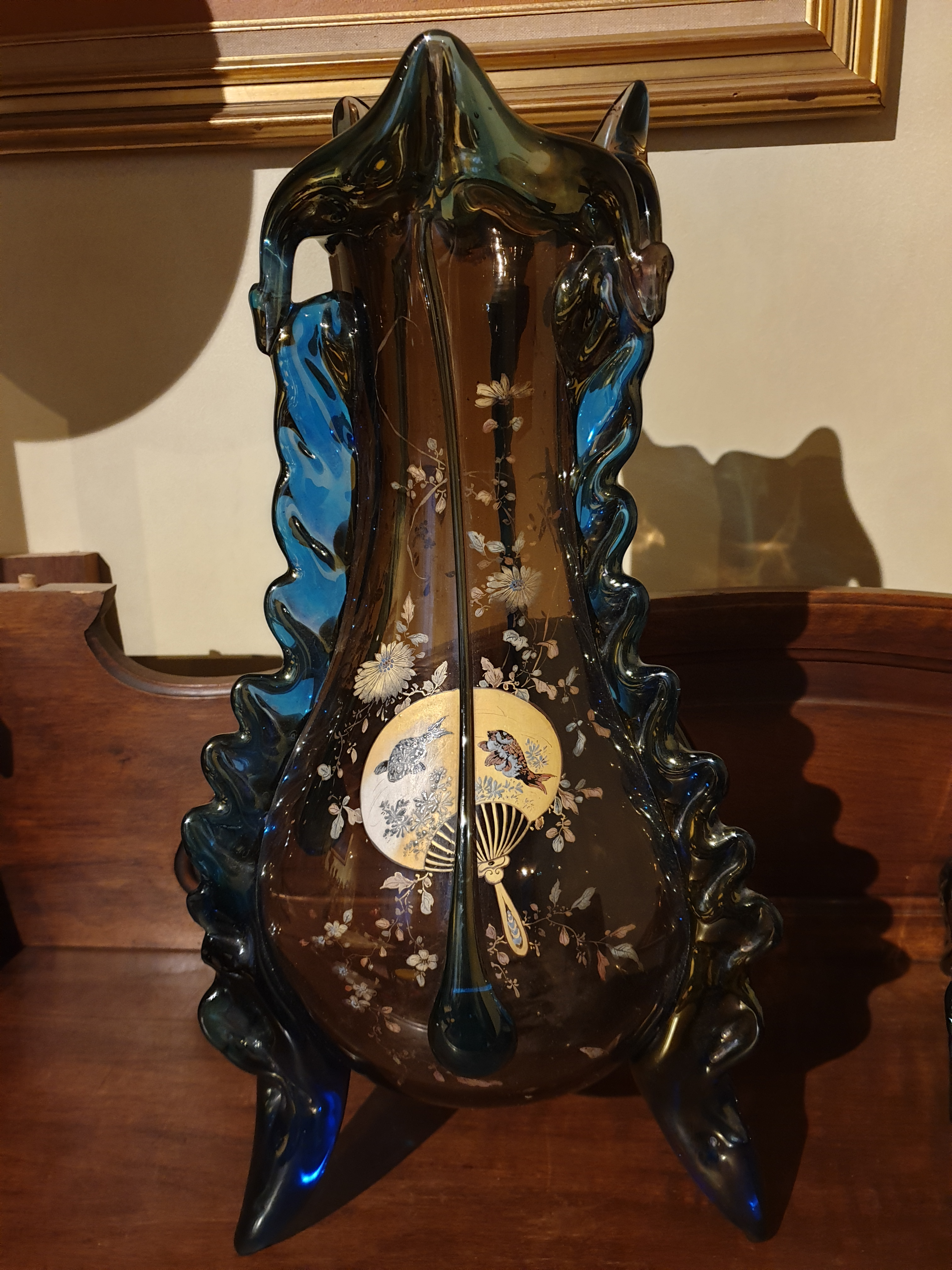
Important vase en verre émaillé (d'une paire) d'Auguste Jean (entre 1877 et 1884). Collection privée.
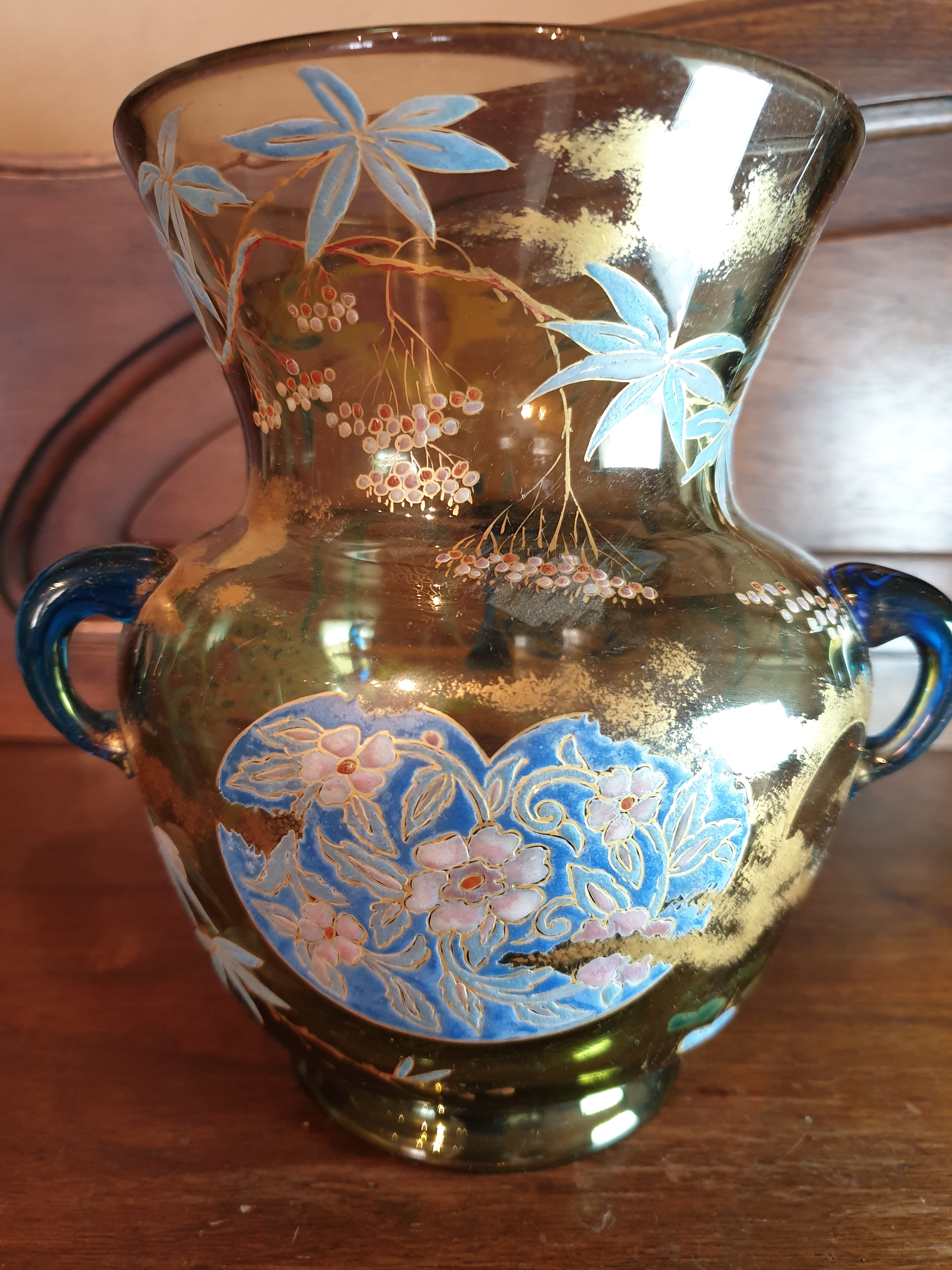
Vase lampe de mosquée à décor japonisant en verre émaillé d'Auguste Jean (entre 1877 et 1884). Collection privée.
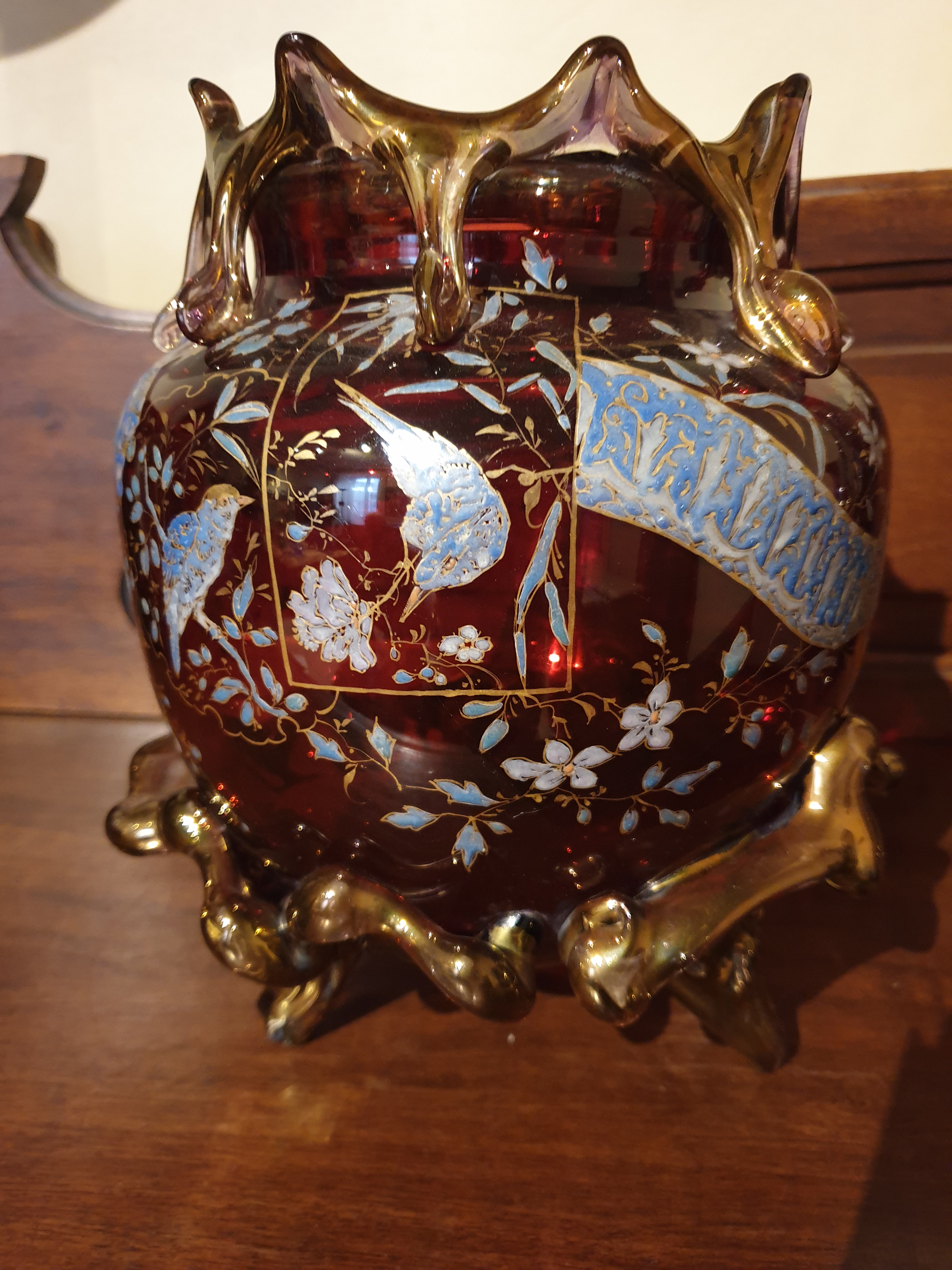
Vase rouge en verre émaillé d'Auguste Jean (entre 1877 et 1884). Collection privée.
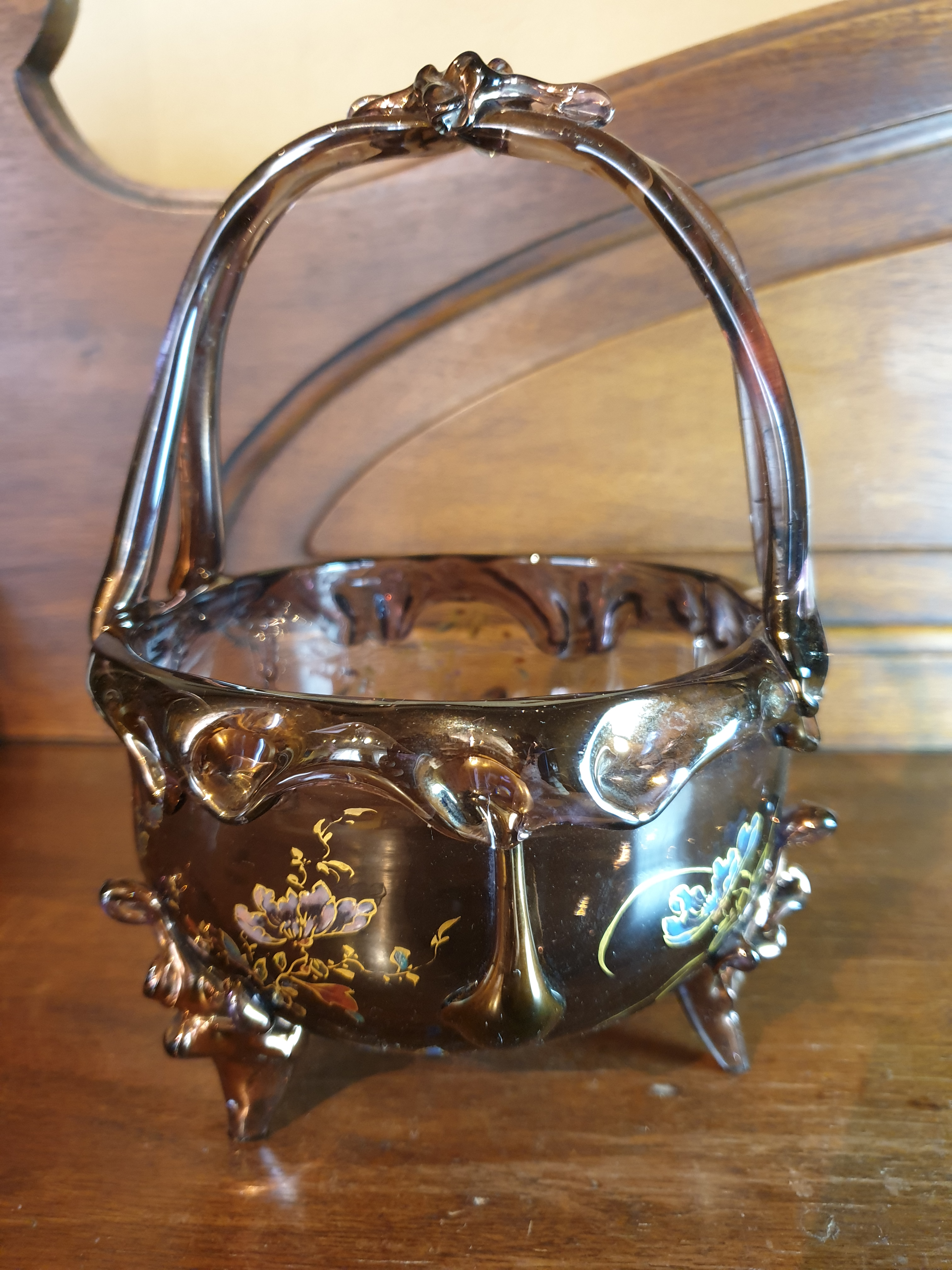
Corbeille en verre émaillé d'Auguste Jean (entre 1877 et 1884). Collection privée.
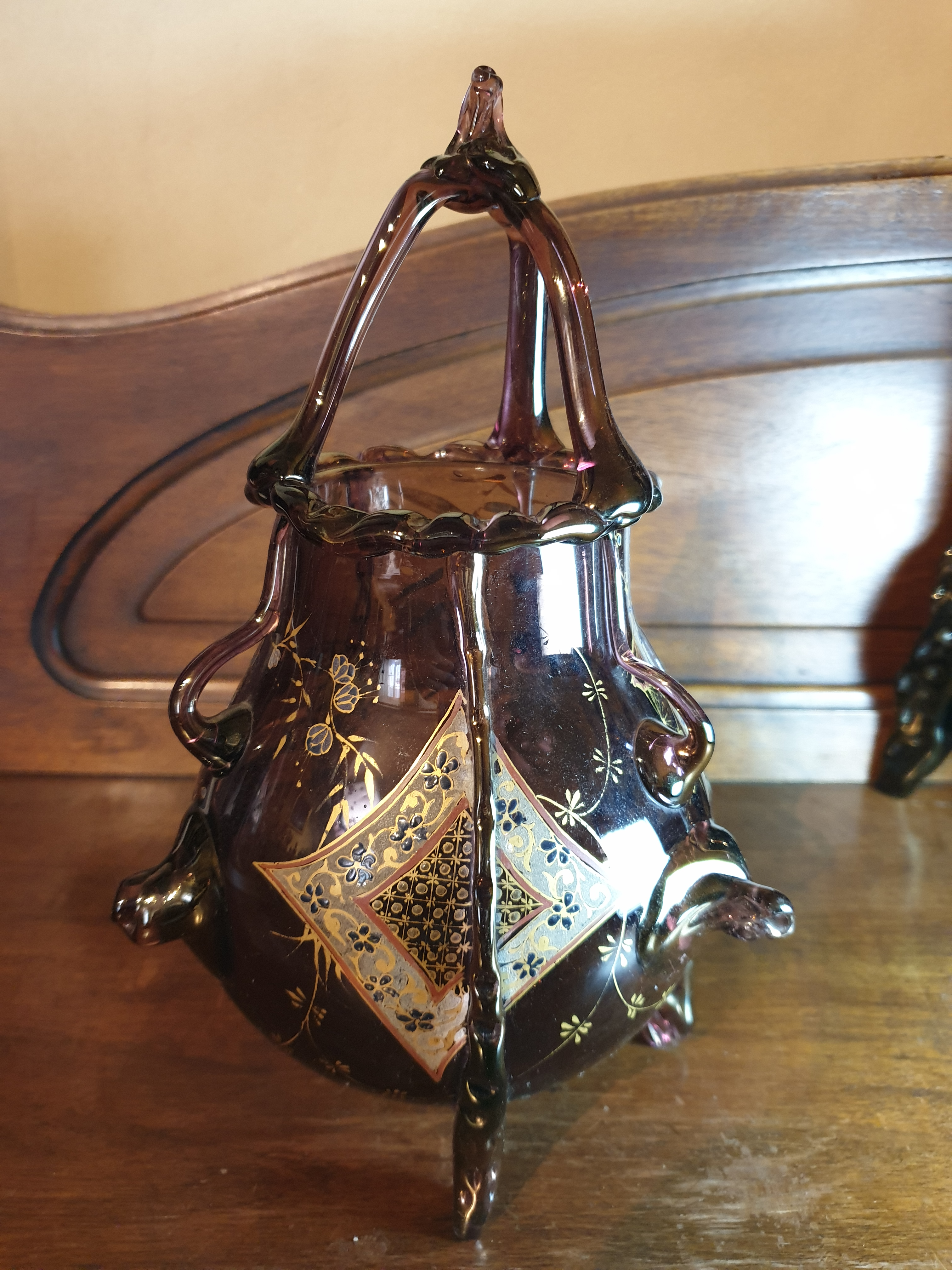
Vase dit chaudron en verre émaillé d'Auguste Jean (entre 1877 et 1884). Collection privée.
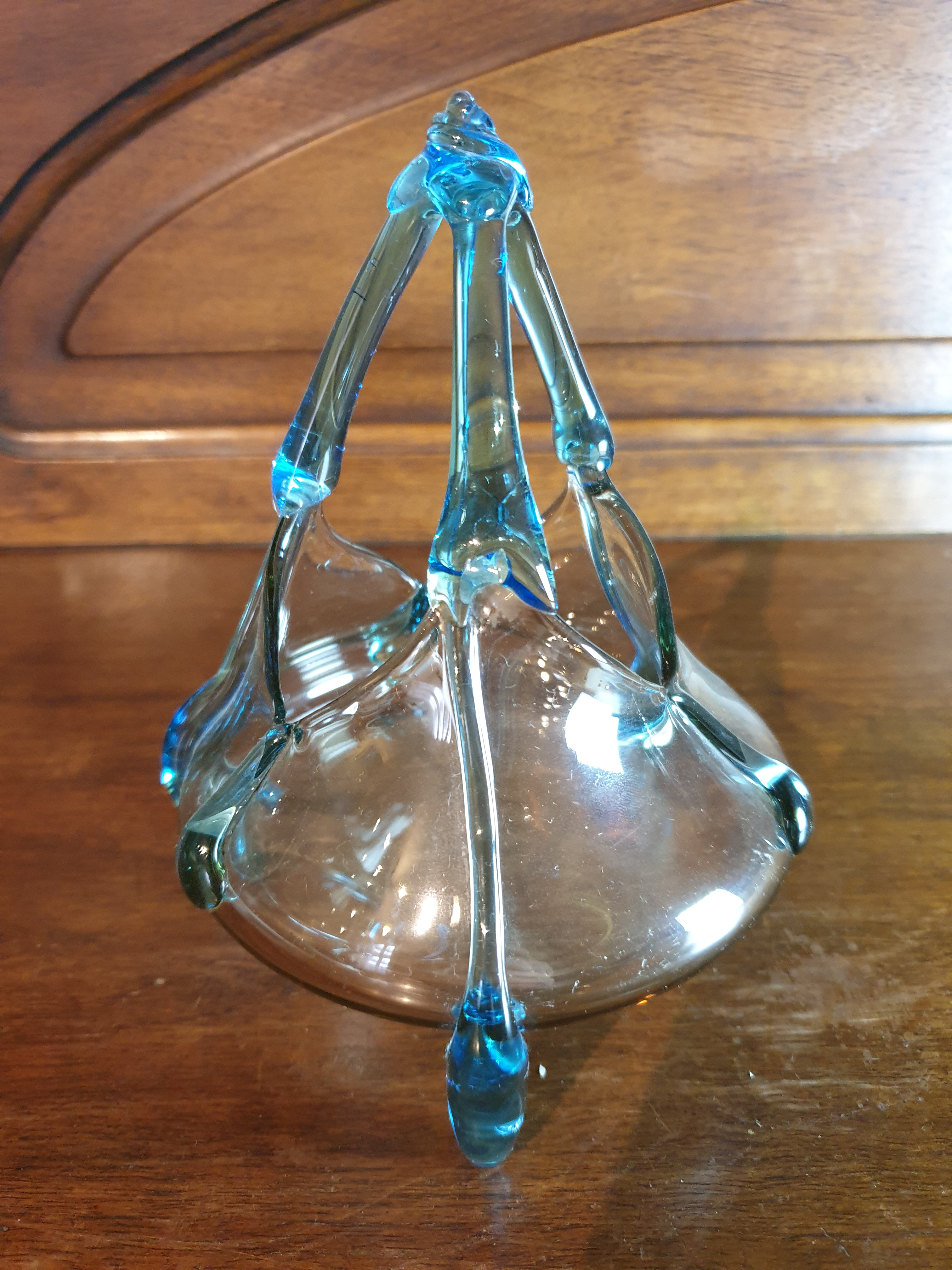
Petit vase dit furoshiki en verre d'Auguste Jean (entre 1877 et 1884). Collection privée.
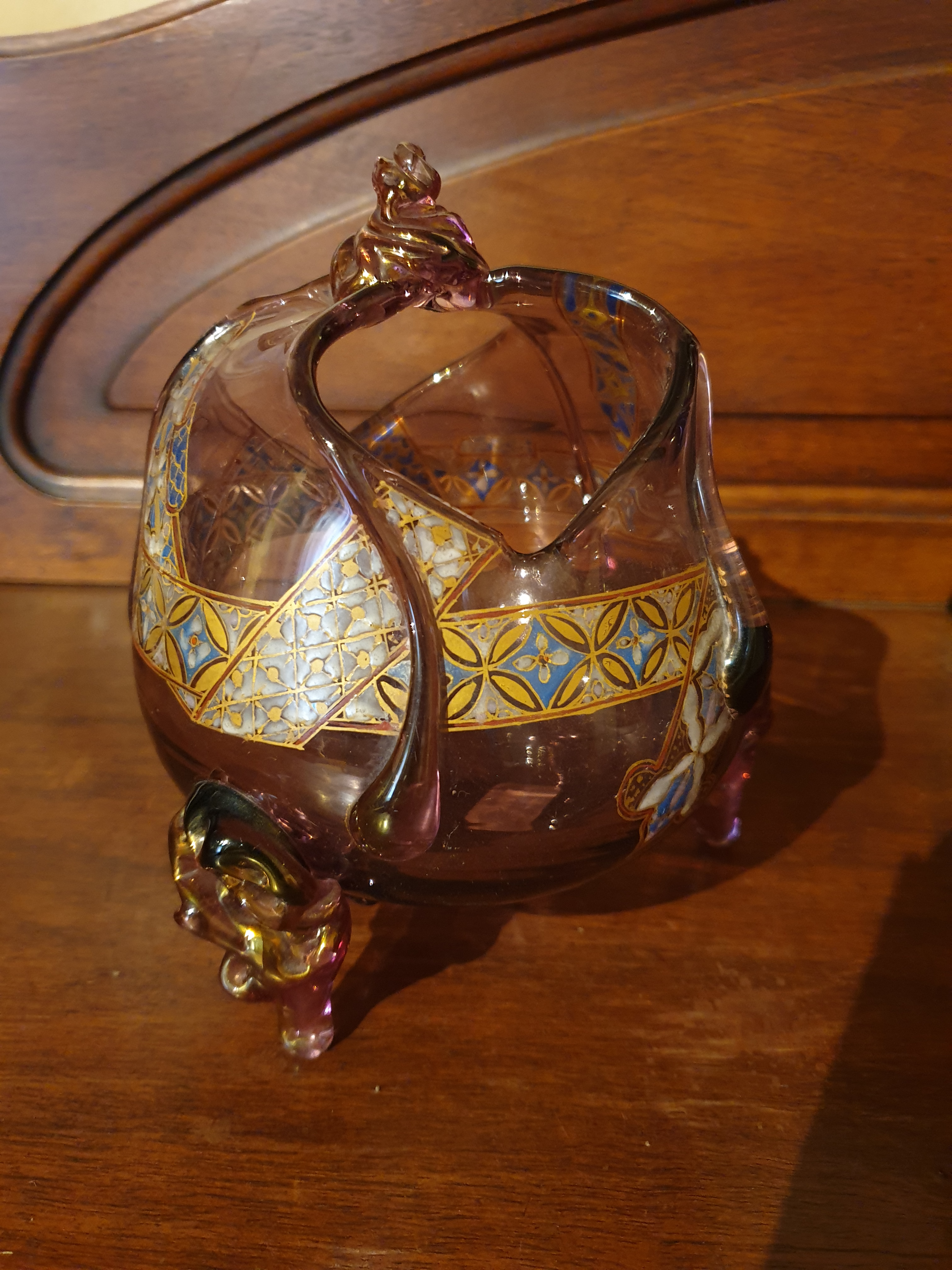
Vase dit furoshiki en verre émaillé d'Auguste Jean (entre 1877 et 1884). Collection privée.
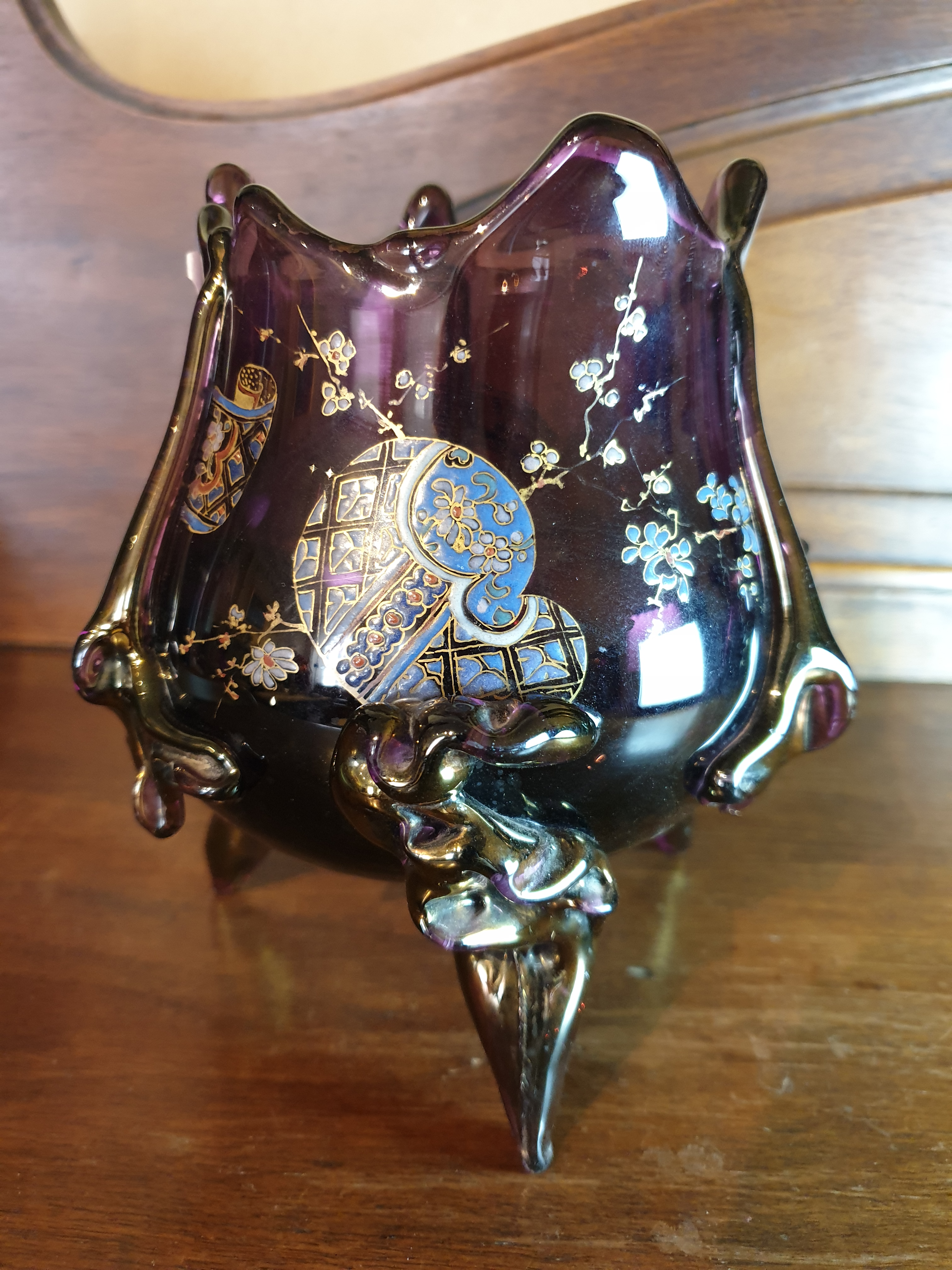
Vase œuf en verre émaillé d'Auguste Jean (entre 1877 et 1884). Collection privée.
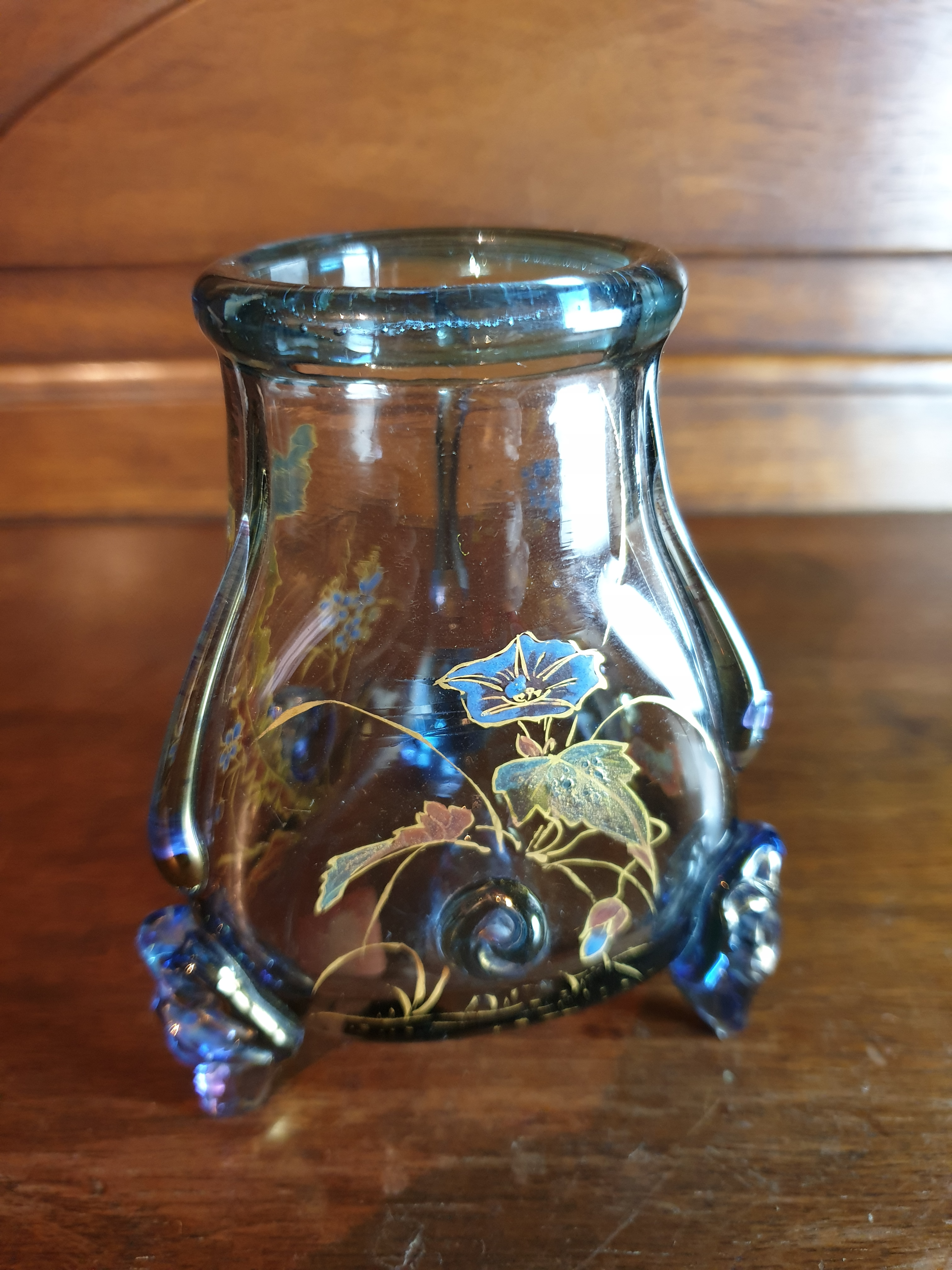
Petit vase en verre émaillé d'Auguste Jean (entre 1877 et 1884). Collection privée.

## Expositions
- 1861, Metz : Exposition universelle de l'agriculture, de l'industrie et l'horticulture et des beaux-arts
- 1861, Nantes : Arts Industriels - Exposition nationale
- 1861, Bruxelles
- 1861, Paris : Exposition de la Société du progrès de l'art industriel
- 1862, Londres : Exposition universelle
- 1863, Paris : Exposition de l'Union Centrale des beaux-arts appliqués à l'industrie
- 1863, Nevers
- 1865, Paris : Exposition de l'Union Centrale des beaux-arts appliqués à l'industrie
- 1865, Porto : Exposition Internationale
- 1867, Paris : Exposition universelle
- 1868, Le Havre : Exposition maritime internationale
- 1869, Paris : Exposition de l'Union Centrale des beaux-arts appliqués à l'industrie
- 1871, Londres : Exposition Internationale
- 1874, Paris : Exposition de l'Union Centrale des beaux-arts appliqués à l'industrie
- 1875, Paris : Exposition des industries maritimes et fluviales
- 1876, Paris : Exposition de l'Union Centrale des beaux-arts appliqués à l'industrie
- 1878, Paris : Exposition universelle
- 1880, Paris : Exposition de l'Union Centrale des beaux-arts appliqués à l'industrie
- 1882, Paris : Exposition de l'Union Centrale des arts décoratifs
- 1894, Vierzon : Exposition Industrielle de Vierzon

## Distinctions et prix
- 1861, Metz, Exposition universelle de l'agriculture, de l'industrie et l'horticulture et des beaux-arts : Médaille de première classe
- 1861, Nantes, Arts Industriels - Exposition nationale : Médaille d'argent
- 1861, Bruxelles : Médaille de bronze
- 1861, Paris, Exposition de la Société du progrès de l'art industriel : Médaille d'argent
- 1862, Londres, Exposition universelle : Médaille
- 1863, Paris, Exposition de l'Union Centrale des beaux-arts appliqués à l'industrie : Médaille de première classe
- 1863, Nevers : Médaille d'or
- 1865, Porto, Exposition Internationale : Médaille de première classe
- 1867, Paris, Exposition universelle : Médaille de bronze
- 1868, Le Havre, Exposition maritime internationale : Médaille de bronze
- 1869, Paris, Exposition de l'Union Centrale des beaux-arts appliqués à l'industrie : Prix de première classe
- 1894, Vierzon, Exposition Industrielle de Vierzon : Grand Diplôme d'Honneur

## Collections publiques
En France
- Cognac, Musée d'art et d'histoire : vase.
- Conches-en-Ouche, Musée du Verre : vase.
- Haguenau, Musée historique : vase.
- Limoges, Musée national Adrien Dubouché : vases, buste.
- Paris, Conservatoire national des arts et métiers : vases, coupe, plat.
- Paris, Musée d'Orsay : buste monumental, vases, paire de candélabres.
- Sèvres, Cité de la Céramique : jardinière.
- Toul, Musée d'Art et d'Histoire : vases.

En Allemagne
- Cologne, Museum für Angewandte Kunst : vase.
- Düsseldorf, Glasmuseum Hentrich - Stiftung Museum Kunstpalast: jardinière, vase.
- Leipzig, Grassi Museum für Angewandte Kunst : vases.
- Zürich, Museum für Gestaltung : jardinière.

En Angleterre
- Barnard Castle, Bowes Museum : plat, tasses, soucoupes.
- Harrogate, Royal Pump Room Museum : fontaine monumentale.

En Autriche
- Vienne, Österreichisches Museum für Angewandte Kunst : Paire de bouteilles.

En Belgique
- Gand, Design Museum Gent : vases, jardinière.
- Liège, Grand Curtius : vase.
- Marcinelle, Musée du Verre de Charleroi : vase.

Aux États-Unis
- New York, Corning Museum of Glass : vases.

Au Japon
- Hokkaido, Musée d'art Moderne : vase.
- Nagoya, Musée d'art Daiichi : vases.

Aux Pays-Bas
- Amsterdam, Rijksmuseum Amsterdam : vase.

En République Tchèque
- Prague, Musée des arts décoratifs : vase.

## Signatures
Une part importante des pièces d'Auguste Jean sont signées, qu'il s'agisse de ses faïences comme de ses verreries. Voici les différents types de signatures référencées à ce jour.

Signatures d'Auguste Jean sur faïence ou porcelaine
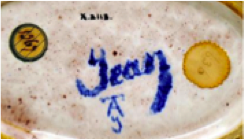
Signature d'Auguste Jean, Jean AJ. Émail bleu sur faïence émaillée.
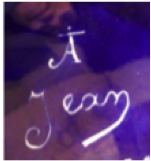
Signature d'Auguste Jean, A Jean. Émail blanc sur faïence émaillée bleue.
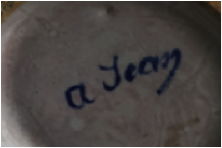
Signature d'Auguste Jean, a Jean. Émail bleu sur faïence émaillée.
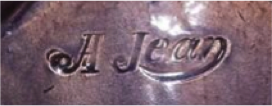
Signature d'Auguste Jean, A Jean. En creux sur faïence émaillée.
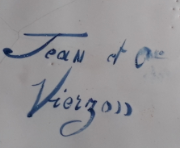
Signature d'Auguste Jean, Jean et Cie Vierzon. Émail bleu sur faïence émaillée. Entre 1888 et 1896.
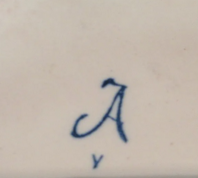
Signature d'Auguste Jean, A/V. Émail bleu sur faïence émaillée. Entre 1888 et 1896.
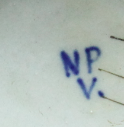
Signature d'Auguste Jean, NP V. Émail bleu sur porcelaine. Entre 1888 et 1896.

Signatures d'Auguste Jean sur verre
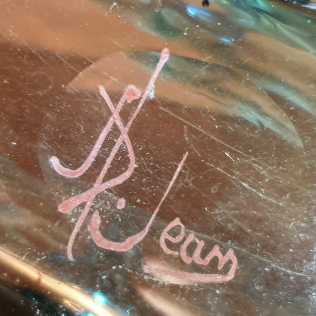
Signature d'Auguste Jean, A. Jean. Émail rouge-brun sur verre. Entre 1877 et 1884.
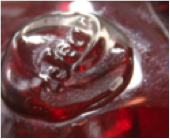
Signature d'Auguste Jean, Jean. Pastille de verre appliquée à chaud. Entre 1877 et 1884.
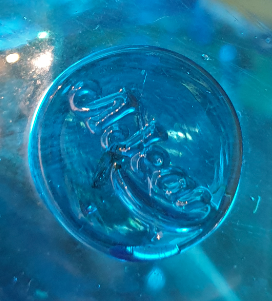
Signature d'Auguste Jean, AJean. Pastille de verre appliquée à chaud. Entre 1877 et 1884.

De nombreuses fausses attributions de verreries à Auguste Jean sont encore observables aujourd'hui, souvent confondues avec le travail de la Cristallerie de Clichy, de Monot & Stumpf ou de Harrach.

### Travaux universitaires
Jusqu'à aujourd'hui, un seul travail universitaire de référence a été mené sur Auguste Jean :
- CUYALA, Aurore, Sainte Marie François Augustin Jean (1829-1896) : céramiste et verrier, Mémoire de master en histoire de l'art, sous la direction de Jérémie Cerman, Paris, Lettres Sorbonne Université, 2018.